# الدر اسپرینگ، شهرستان گلن، کالیفرنیا
الدر اسپرینگ، شهرستان گلن، کالیفرنیا (به انگلیسی: Alder Springs, Glenn County, California) یک منطقهٔ مسکونی در ایالات متحده آمریکا است که در کالیفرنیا واقع شده‌است.

## خصوصیات
الدر اسپرینگ ۱٬۳۵۸ متر بالاتر از سطح دریا واقع شده‌است.